# Bureau d'affrètement
Le bureau d'affrètement ou bourse d'affrètement est une structure administrative chargée d'organiser les opérations de transport fluvial de marchandises pratiquées par la batellerie artisanale.

## Historique

### France
Les bureaux d'affrètement se développent avec l'adoption de la loi sur le transport fluvial du 18 juillet 1936, à la suite des grandes grèves de 1936. Auparavant, les mariniers devaient se rendre dans les bistrots où se traitaient les accords avec le courtier ou le rabatteur qui était souvent le patron du café. Il était coutumier de devoir concrétiser avec "un dessous de table" que l'on remettait au courtier en plus de sa commission. Ces pratiques ont abouti à une ségrégation car le courtier avait ses préférences envers certains mariniers plus généreux ce qui, en période sèche, privilégiait les "favoris", laissant de côté les autres. Il n'était pas rare d'être trois voire six mois sans un fret ce qui conduisit beaucoup de mariniers à trouver un travail à terre et à cause de cette situation difficile, des conflits très virulents débouchèrent sur des grèves.
Devant cette situation, l'État créa les bureaux d'affrètement, permettant ainsi une vue générale sur l'ensemble des transports offerts avec une juste répartition et des tarifs réglementés. Gérés par l'Office National de Navigation (ONN) à partir de 1938, les bateaux y étaient classés dans l'ordre chronologique de leur disponibilité. Les offres de transports étaient affichées par destinations sur un tableau mural avec la qualité de la marchandise, le tonnage, le prix de fret et les dates de mises à quai. À l'appel du nom du bateau, le marinier pouvait accepter ou refuser un des transports proposés. On passait ensuite au suivant. Les séances avaient lieu plusieurs fois par semaine et tous les jours dans les ports de mer comme Le Havre, Dunkerque et Rouen.
Les bureaux d'affrètement ont géré le transport fluvial pendant plus de soixante ans jusqu'au traité de Maastricht, qui a rendu le marché libre en l'an 2000 ce qui eut pour conséquence la suppression de ces établissements avec une baisse conséquente des prix de transports. Le manque à gagner est compensé par une augmentation du tonnage et une rotation plus soutenue sur les canaux à grand gabarit. La réduction importante des effectifs par le plan de déchirage des années 1980 conduit à une cale réduite de 7 400 actifs en 1974 à environ 750 en 2015 mais avec une progression des automoteurs de fort tonnage de 1 200 à 300 t sur les grands axes comme la Seine et le Rhône.

## Patrimoine

### France
Le bureau d'affrètement de Conflans-Sainte-Honorine est classé au titre du patrimoine d'intérêt régional d'Île-de-France.